# The Hollies
A The Hollies egy brit rockegyüttes.1963-ban alakult meg Manchesterben. Alapító tagjai Bobby Elliot és Tony Hicks voltak. Legsikeresebb daluk a Bus Stop, amely 1966-ban jelent meg. A dalt Magyarországon az Omega együttes is elénekelte első angol nyelvű kislemezén.   

## Tagok

### Jelenlegi tagok
- Tony Hicks – gitár, ének (1963–napjainkig)
- Bobby Elliott – dobok (1963–napjainkig)
- Ray Stiles – basszusgitár (1986–1990, 1991–napjainkig)
- Ian Parker – billentyűs hangszerek (1991–napjainkig)
- Peter Howarth – ének, ritmusgitár (2004–napjainkig)
- Steve Lauri – ritmusgitár, ének (2004–napjainkig)

## Diszkográfia
- Stay with The Hollies (1964)
- In The Hollies Style (1964)
- Hollies (1965)
- Would You Believe? (1966)
- For Certain Because (1966)
- Evolution (1967)
- Butterfly (1967)
- Hollies Sing Dylan (1969)
- Hollies Sing Hollies (1969)
- Confessions of the Mind (1970)
- Distant Light (1971)
- Romany (1972)
- Out on the Road (1973)
- Hollies (1974)
- Another Night (1975)
- Write On (1976)
- Russian Roulette (1976)
- A Crazy Steal (1978)
- Five Three One-Double Seven o Four (1979)
- Buddy Holly (1980)
- What Goes Around... (1983)
- Staying Power (2006)
- Then, Now, Always (2009)

### Amerikai kiadású lemezek
- Here I Go Again (1964)
- Hear! Here! (1965)
- Beat Group! (1966)
- Bus Stop (1966)
- Stop! Stop! Stop! (1967)
- Evolution (1967)
- Dear Eloise / King Midas in Reverse (1967)
- Words and Music by Bob Dylan (1969)
- He Ain't Heavy, He's My Brother (1969)
- Moving Finger (1970)
- Distant Light (1972)
- Romany (1972)
- Out on the Road (1973)
- Hollies (1974)
- Another Night (1975)
- A Crazy Steal (1978)
- What Goes Around... (1983)

## Fordítás
- Ez a szócikk részben vagy egészben  a   The Hollies  című angol Wikipédia-szócikk ezen változatának fordításán alapul.  Az eredeti cikk szerkesztőit annak laptörténete sorolja fel. Ez a jelzés csupán a megfogalmazás eredetét és a szerzői jogokat jelzi, nem szolgál a cikkben szereplő információk forrásmegjelöléseként.